# アブー＝アブドゥッラー・ムハンマド・アル＝ムスタンスィル
アブー＝アブドゥッラー・ムハンマド・アル＝ムスタンスィル（Abu Abd Allah Muhammad al-Mustansir ibn Yahya、? - 1277年）は、チュニスを中心とする地域を支配したハフス朝の第2代君主（在位：1249年 - 1277年）。

## 略歴
初代君主アブー・ザカリーヤー1世の子。1249年に父が死去したため、跡を継いだ。1253年にアミール・アル＝ムウミニーンの称号を名乗り、1258年にアッバース朝がモンゴル帝国に滅ぼされると、翌1259年にはメッカのシャリーフ、1260年にはマムルーク朝からカリフの地位を承認された。しかし、1261年にマムルーク朝のバイバルスがアッバース家の生き残りであるムスタンスィル2世をカリフとして擁立すると、東方地域においてのカリフとしての地位は失われる。マムルーク朝の公文書にアル＝ムスタンスィルのカリフの地位を認めるものは無く、アル＝カルカシャンディー、イブン・タグリービルディーら14世紀末以降のマムルーク朝の知識人も彼のカリフの地位に否定的な見解を示した。
1270年に首都チュニスがフランス王ルイ9世率いる第8回十字軍の攻撃を受けたが撃退した。ルイ9世の弟であるアンジュー＝シチリア家のシャルル1世（シャルル・ダンジュー）はハフス朝との国交の回復を望んでおり、ハフス朝と十字軍の間に和平が成立した。その後、地中海貿易で多くの利益を得たハフス朝は最初の黄金時代を迎える。イベリア半島やイタリア半島の国家はハフス朝に修好を求めた。
1277年に死去。アル＝ムスタンスィルの死後、ハフス朝では内紛が相次いで急速に衰退する。